# Línea 502 (Cañuelas)
La línea 502 es una línea de colectivos que une las localidades de Cañuelas, Uribelarrea, Máximo Paz y el Parque Industrial de Cañuelas, ubicadas dentro del Partido de Cañuelas.

## Recorridos[2][3]
- A: Estación Cañuelas - Estación Uribelarrea
- B: Estación Cañuelas - Máximo Paz
- C: Estación Cañuelas - Parque Industrial

### Recorrido A: Estación Cañuelas - Uribelarrea
- Ida: Desde Estación Cañuelas por Leandro N. Alem, Rivadavia, Basavilvaso, Rawson, 25 de mayo, Lara, Ruta Provincial 205, entrando a Uribelarrea por Av. Valeria de Crotto hasta la Estación Uribelarrea.

- Regreso: Desde Estación Uribelarrea por Av. Valeria de Crotto hasta Ruta Provincial 205, Ruta Provincial 205, Av. Libertad, 9 de julio, Juárez, Basavilvaso, Rawson, M. Acuña, Juárez, Leandro N. Alem hasta Estación Cañuelas.

### Recorrido B: Estación Cañuelas - Máximo Paz
- Ida: Desde Estación Cañuelas por Leandro N. Alem, Rivadavia, Basavilbaso, Rawson, 25 de Mayo, Moreno, Florida, San Vicente, San Martín, República Oriental del Uruguay, Del Carmen, Ruta Provincial 205, Av. Pereda, 9  de Julio, Sarmiento, San Eduardo, Av. Pereda hasta Estación Máximo Paz.

- Regreso: Desde Estación Máximo Paz por Av. Pereda, Ruta Provincial 205, Del Carmen, San Vicente, Hipólito Yrigoyen, Av. Libertad, Basavilbaso, Rawson, Acuña, Juárez, Leandro N. Alem hasta Estación Cañuelas.

- Saldrá por la Av. del Carmen. Circulará de lunes a viernes de 6 a 22, con una frecuencia máxima de una hora y mínima de 15 minutos, de acuerdo a los picos horarios.

### Recorrido C: Estación Cañuelas - Parque Industrial
- Ida: Desde Estación Cañuelas por Leandro N. Alem, Rivadavia, Basabilvaso, Rawson, 25 de Mayo, San Vicente, San Martin, República Oriental del Uruguay, Del Carmen, Ruta Provincial 205, Ruta Provincial 6, Rotonda entre la Ruta Provincial 6 y la Ruta Nacional 3, Ruta Provincial 6 hasta el kilómetro 96,7 (Parque Industrial de Cañuelas).

- Regreso: Desde el Parque Industrial de Cañuelas por Ruta Provincial 6, Ruta Provincial 205, Del Carmen, San Vicente, Hipólito Yrigoyen, Av. Libertad, Basavilbaso, Rawson, Acuña, Juárez, Leandro N. Alem hasta Estación Cañuelas.

- Saldrá por Av. del Carmen, subirá por el puente de Ruta 6 y parará en el Hospital Regional. Circulará de lunes a viernes entre las 6 y las 8; y entre las 16 y las 18, con frecuencia máxima de una hora y mínima de 15 minutos. En medio de esos dos bloques horarios habrá algunos servicios adicionales.